# Isabel Castro Fernández
Isabel Castro Fernández (Madrid, 1979) és una política balear, consellera d'Administracions Públiques entre el 2019 i 2021. És militant del PSIB-PSOE.